# 耶斯珀·托夫特
耶斯珀·托夫特（丹麥語：Jesper Toft，1999年2月7日—），丹麥男子羽毛球運動員，2024年歐洲羽毛球錦標賽男雙亞軍得主。

## 選手生涯
耶斯珀·托夫特來自丹麥第四大城奥尔堡附近的城鎮——Dall Villaby，四歲開始接觸羽球。2017年曾在歐洲青年羽毛球錦標賽獲得男子雙打季軍。

### 2021－2023年
2021年，托夫特在混雙賽場較有斬獲，他與克拉拉·格拉弗森先是在10月舉辦的比利時國際賽獲得亞軍，再於年底的意大利國際賽決賽以2比0（21-19、21-16）擊敗英格蘭組合Rory Easton／安妮·拉多，獲得國際賽首冠。
2022年，托夫特在男雙賽場漸有起色，他與安德烈亚斯·桑德高在盧森堡公開賽、威爾斯國際賽獲得一冠一亞；與格拉弗森搭檔的混雙也在荷蘭國際賽、威爾斯國際賽獲得一亞一冠。
2023年10月，托夫特／桑德高在超級300級別的德國海洛公開賽男雙八強以2比1（21-17、18-21、21-17）擊敗中國的刘毅／陳柏陽，首次晉級巡迴賽四強；準決賽時以1比2（17-21、21-19、17-21）不敵另一組中國組合刘雨辰／欧烜屹，無緣決賽。

### 2024年：歐錦賽男雙亞軍
2024年1月，托夫特與混雙搭檔格拉弗森在超級500級別的印尼大師賽闖入四強，最終以12－21、13－21敗於日本的綠川大輝／齋藤夏。3月，托夫特與桑德高在法國奧爾良大師賽再次闖入世界巡迴賽男雙四強。4月，耶斯珀·托夫特和安德烈亚斯·桑德高參加在德國薩爾布呂肯舉辦的歐洲羽毛球錦標賽，兩人在接連擊敗賽會第八種子、法國的波波夫兄弟（克里斯托·波波夫、小托馬·波波夫）和第二種子、同樣來自丹麥的拉斯穆斯·克亞爾／弗雷德里克·瑟高後晉級決賽，最後以直落二（16-21、15-21）不敵丹麥第一男雙——金·阿斯特鲁普／安德斯·斯考劳普·拉斯姆森。

## 主要比賽成績
只列出曾進入準決賽的國際賽事成績：
| 年份   | 賽事                       | 公開賽級別 | 項目     | 搭檔                  | 成績   |
| ------ | -------------------------- | ---------- | -------- | --------------------- | ------ |
| 2017年 | 歐洲青年羽毛球錦標賽       | 其他       | 混合團體 | －                    | 季軍   |
| 2017年 | 歐洲青年羽毛球錦標賽       | 其他       | 男子雙打 | 丹尼尔·伦高           | 季軍   |
| 2018年 | 拉脫維亞羽毛球國際賽       | 未來系列賽 | 男子單打 | －                    | 準決賽 |
| 2018年 | 立陶宛羽毛球國際賽         | 未來系列賽 | 混合雙打 | Natasja P. Anthonisen | 準決賽 |
| 2019年 | 荷蘭羽毛球國際賽           | 國際系列賽 | 男子雙打 | 菲利普·希路普         | 準決賽 |
| 2021年 | 荷蘭羽毛球公開賽           | 國際挑戰賽 | 混合雙打 | 克拉拉·格拉弗森       | 準決賽 |
| 2021年 | 比利時羽毛球國際賽         | 國際挑戰賽 | 混合雙打 | 克拉拉·格拉弗森       | 亞軍   |
| 2021年 | 蘇格蘭羽毛球公開賽         | 國際挑戰賽 | 混合雙打 | 克拉拉·格拉弗森       | 準決賽 |
| 2021年 | 義大利羽毛球國際賽         | 國際系列賽 | 混合雙打 | 克拉拉·格拉弗森       | 冠軍   |
| 2022年 | 荷蘭羽毛球國際賽           | 國際系列賽 | 混合雙打 | 克拉拉·格拉弗森       | 亞軍   |
| 2022年 | 盧森堡羽毛球公開賽         | 國際系列賽 | 男子雙打 | 安德烈亚斯·桑德高     | 冠軍   |
| 2022年 | 比利時羽毛球國際賽         | 國際挑戰賽 | 混合雙打 | 克拉拉·格拉弗森       | 準決賽 |
| 2022年 | 威爾斯羽毛球國際賽         | 國際挑戰賽 | 男子雙打 | 安德烈亚斯·桑德高     | 亞軍   |
| 2022年 | 威爾斯羽毛球國際賽         | 國際挑戰賽 | 混合雙打 | 克拉拉·格拉弗森       | 冠軍   |
| 2023年 | 波蘭羽毛球公開賽           | 國際挑戰賽 | 混合雙打 | 克拉拉·格拉弗森       | 亞軍   |
| 2023年 | 斯洛文尼亞羽毛球公開賽     | 國際挑戰賽 | 混合雙打 | 克拉拉·格拉弗森       | 冠軍   |
| 2023年 | 丹麥羽毛球大師賽           | 國際挑戰賽 | 混合雙打 | 克拉拉·格拉弗森       | 準決賽 |
| 2023年 | 南特羽毛球國際挑戰賽       | 國際挑戰賽 | 混合雙打 | 克拉拉·格拉弗森       | 準決賽 |
| 2023年 | 比利時羽毛球國際賽         | 國際挑戰賽 | 男子雙打 | 安德烈亚斯·桑德高     | 冠軍   |
| 2023年 | 比利時羽毛球國際賽         | 國際挑戰賽 | 混合雙打 | 克拉拉·格拉弗森       | 準決賽 |
| 2023年 | 蘇格蘭羽毛球公開賽         | 國際挑戰賽 | 男子雙打 | 安德烈亚斯·桑德高     | 亞軍   |
| 2023年 | 蘇格蘭羽毛球公開賽         | 國際挑戰賽 | 混合雙打 | 克拉拉·格拉弗森       | 亞軍   |
| 2023年 | 海洛羽毛球公開賽           | 超級300賽  | 男子雙打 | 安德烈亚斯·桑德高     | 準決賽 |
| 2023年 | 愛爾蘭羽毛球公開賽         | 國際挑戰賽 | 男子雙打 | 安德烈亚斯·桑德高     | 亞軍   |
| 2023年 | 威爾斯羽毛球國際賽         | 國際挑戰賽 | 男子雙打 | 安德烈亚斯·桑德高     | 準決賽 |
| 2024年 | 印尼羽毛球大師賽           | 超級500賽  | 混合雙打 | 克拉拉·格拉弗森       | 準決賽 |
| 2024年 | 歐洲羽毛球男女子團體錦標賽 | 其他       | 男子團體 | －                    | 冠軍   |
| 2024年 | 奧爾良羽毛球大師賽         | 超級300賽  | 男子雙打 | 安德烈亚斯·桑德高     | 準決賽 |
| 2024年 | 歐洲羽毛球錦標賽           | 其他       | 男子雙打 | 安德烈亚斯·桑德高     | 亞軍   |
| 2024年 | 丹麥羽毛球國際挑戰賽       | 國際挑戰賽 | 混合雙打 | 克拉拉·格拉弗森       | 冠軍   |
| 2024年 | 南特羽毛球國際挑戰賽       | 國際挑戰賽 | 男子雙打 | 安德烈亚斯·桑德高     | 冠軍   |
| 2024年 | 南特羽毛球國際挑戰賽       | 國際挑戰賽 | 混合雙打 | 艾米麗·馬厄隆         | 冠軍   |
| 2024年 | 美國羽毛球公開賽           | 超級300賽  | 混合雙打 | 艾米麗·馬厄隆         | 亞軍   |
| 2024年 | 加拿大羽毛球公開賽         | 超級500賽  | 混合雙打 | 艾米麗·馬厄隆         | 冠軍   |
| 2024年 | 海洛羽毛球公開賽           | 超級300賽  | 混合雙打 | 艾米麗·馬厄隆         | 冠軍   |
| 2025年 | 歐洲羽毛球混合團體錦標賽   | 其他       | 混合團體 | －                    | 冠軍   |
| 2025年 | 奧爾良羽毛球大師賽         | 超級300賽  | 混合雙打 | 艾米麗·馬厄隆         | 冠軍   |
| 2025年 | 歐洲羽毛球錦標賽           | 其他       | 混合雙打 | 艾米麗·馬厄隆         | 冠軍   |

| 2007-2017年 | 首要超級賽 | 超級賽 | 黃金大獎賽 | 大獎賽 | 國際挑戰賽 | 國際系列賽 | 未來系列賽 | 其他 |

| 2018-2026年 | 總決賽 | 超級1000賽 | 超級750賽 | 超級500賽 | 超級300賽 | 超級100賽 | 國際挑戰賽 | 國際系列賽 | 未來系列賽 | 其他 |

## 外部連結
- 耶斯珀·托夫特在BWFBadminton.com（英语）
- 耶斯珀·托夫特在BWF.TournamentSoftware.com（英语）
- 耶斯珀·托夫特在Flashscore（英语）
- 耶斯珀·托夫特的Instagram帳戶